# Catherine Spaak

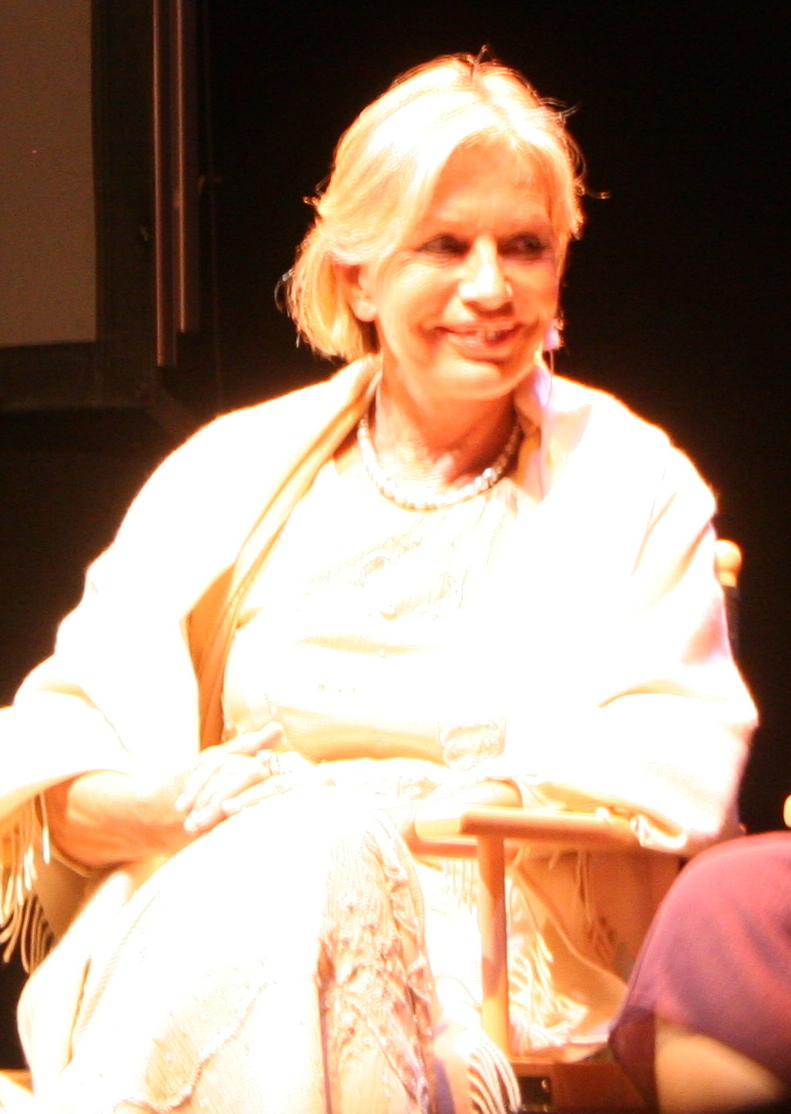
Catherine Spaak in 2011

Catherine Spaak (Boulogne-Billancourt, 3 april 1945 – Rome, 17 april 2022) was een Belgische-Franse-Italiaanse actrice, zangeres, televisiepresentatrice en danseres. Ze is de dochter van scenarioschrijver Charles Spaak en de zus van actrice en fotografe Agnès Spaak. Haar oom is Paul-Henri Spaak, de voormalige politicus en drievoudige premier van België.

## Leven en werk

### Debuut en prille Italiaanse filmkomedies
Catherine was nog geen vijftien jaar toen ze in 1960 debuteerde in het ontsnappingsdrama Le Trou, de laatste film van Jacques Becker. Vlug daarna ging ze in Italië meespelen in komedies. Eerst gedroeg ze zich als een Italiaanse Lolita in I dolci inganni (Alberto Lattuada, 1960). 

### Doorbraak als vrijgevochten en frivole vrouw
Een jaar later vestigden drie films haar naam. La voglia matta (Luciano Salce, 1962) ondervond problemen met de censuur maar lanceerde wel haar Italiaanse carrière. In 1962 volgde de commedia all' italiana-cultfilm Il sorpasso (Dino Risi) en in 1963 het op de gelijknamige roman van Alberto Moravia gebaseerde drama La noia (Damiano Damiani). Ze zette telkens het personage van de vrijgevochten, schaamteloze en frivole meid neer. Het zou haar handelsmerk worden en blijven gedurende de ganse jaren zestig, het toppunt van haar filmcarrière. In 1964 kwam ze nog even terug naar Frankrijk om er mee te spelen in de remake van La Ronde (Roger Vadim) waarin ze weer een speelse en uitdagende jonge vrouw gestalte gaf. Ze werkte toen ook mee aan het oorlogsdrama Week-end à Zuydcoote (Henri Verneuil). 

### Sentimentele komedies van de jaren 1965-1976
Daarna  was ze nog bijna uitsluitend in Italiaanse, veelal sentimentele komedies te zien. Zo kreeg ze alle grote Italiaanse acteurs van toen als tegenspeler, zoals Vittorio Gassman, Ugo Tognazzi, Marcello Mastroianni, Alberto Sordi en Nino Manfredi. 

### Latere carrière: televisie
Sinds de jaren tachtig concentreerde ze zich meer en meer op haar televisiewerk en viel ze nog maar weinig op het grote scherm te bewonderen.

### Privéleven
Ze was achtereenvolgens gehuwd met de acteur Fabrizio Capucci (1963-1971) en met de zanger en acteur Johnny Dorelli (1972-1979). Spaak overleed in april 2022 op 77-jarige leeftijd na eerder twee hersenbloedingen te hebben gekregen.

## Filmografie (een selectie van lange speelfilms)
- 1960 - Le Trou (Jacques Becker)
- 1960 - I dolci inganni (Alberto Lattuada)
- 1961 - Le puits aux trois vérités (Il pozzo delle tre verità) (François Villiers)
- 1961 - La voglia matta (Luciano Salce)
- 1962 - Il sorpasso (Dino Risi)
- 1962 - Diciotteni al sole (Camillo Mastrocinque)
- 1963 - La noia (Damiano Damiani)
- 1963 - La parmigiana (Antonio Pietrangeli)
- 1963 - La calda vita (Florestano Vancini)
- 1964 - La Ronde (Roger Vadim)
- 1964 - Week-end à Zuydcoote (Henri Verneuil)
- 1965 - L'uomo dei cinque palloni (Marco Ferreri)
- 1965 - La bugiarda (Luigi Comencini)
- 1965 - Made in Italy (Nanni Loy) (anthologiefilm)
- 1966 - L'armata Brancaleone (Mario Monicelli)
- 1966 - Adulterio all'italiana (Pasquale Festa Campanile)
- 1966 - Mademoiselle de Maupin (Mauro Bolognini)
- 1967 - Hotel (Richard Quine)
- 1968 - La matriarca (L'Amour à cheval) (Pasquale Festa Campanile)
- 1969 - Certo, certissimo, anzi... probabile (Marcello Fondato)
- 1970 - Con quale amore, con quanto amore (Pasquale Festa Campanile)
- 1971 - Il gatto a nove code (Dario Argento)
- 1972 - Causa di divorzio (Marcello Fondato)
- 1972 - Un meurtre est un meurtre (Étienne Périer)
- 1974 - La via dei babbuini (Luigi Magni)
- 1975 - Take a Hard Ride (Antonio Margheriti)
- 1976 - Febbre da cavallo (Steno)
- 1980 - Io e Caterina (Alberto Sordi)
- 1984 - Claretta (Pasquale Squitieri)
- 1989 - Scandalo Segreto (Monica Vitti)
- 2000 - Tandem (Lucio Pellegrini)
- 2004 - Promessa d'amore (Ugo Fabrizio Giordani)
- 2007 - L'uomo privato (Emidio Greco)
- 2012 - I più grandi di tutti (Carlo Virzi)

- Bibsys: 14017061
- Biblioteca Nacional de España: XX1536221
- Bibliothèque nationale de France: cb140402123 (data)
- Gemeinsame Normdatei: 136942393
- International Standard Name Identifier: 0000 0001 1441 4720
- Library of Congress Control Number: n94035844
- MusicBrainz: fceee0cd-e50d-4f40-81b3-1d2e2a78fc43
- Nationale Bibliotheek van Tsjechië: pna2007370785
- Nationale Bibliotheek van Israël: 987007452396805171
- Nederlandse Thesaurus van Auteursnamen: 269293051
- Istituto Centrale per il Catalogo Unico: CFIV032453
- Système universitaire de documentation: 070692963
- Virtual International Authority File: 34658318
- WorldCat: E39PBJdRtR6D4cQjc6pgBy9Yyd